# Failure
Failure é uma influente banda de rock alternativo estadunidense dos anos 1990, formada pelo guitarrista e vocalista Ken Andrews, o baixista Greg Edwards e o baterista Kellii Scott. O grupo esteve ativo até o ano de 1997 e editou três álbuns de estudio. Failure foi comparado a outras bandas alternativas da época como Nirvana, Soundgarden ou Bush, mas distingue-se destas pela sua meticulosa atenção às texturas sonoras e ao uso criativo dos efeitos de guitarra e processadores de sinal.

## História
Failure, foi formada em 1990 por Ken Andrews (voz, guitarra) e Greg Edwards (baixo). Os dois começaram a gravar quatro canções demo e começaram a fazer concertos pela zona de Los Angeles com o baterista Robert Gauss. Assinaram um contrato com o sêlo Slash Records, um sêlo independente da Warner, e lançaram o álbum Comfort em 1992, que fora gravado com Steve Albini. Esse mesmo ano realizaram a sua primeira excursão com Tool.
A banda voltou ao estudio em 1993, novamente com Albini, assumindo Andrews e Edwards também a produção. No meio das sessões de gravação Robert Gauss deixou o grupo, e Edwards gravou as baterias em algumas canções até que encontraram a Kellii Scott. Em 1994 editaram Magnified e repetiram excursão com Tool. Durante ela o guitarrista Adam Jones tocava com a banda o tema de Comfort "Macaque".
Ansiosos por aproveitar a chance que lhes deu o relativo sucesso de Magnified, Andrews, Edwards e Scott começaram a gravar novamente em 1995, desta vez numa casa alugada pertencente a Lita Ford nas colinas fora de Los Angeles. Com Andrews encarregando da parte técnica, a situação permitiu à banda tomar-se bem mais tempo na gravação do que tiveram anteriormente. Quando as gravações chegavam ao seu fim, receberam a notícia de que o seu contrato de distribuição com Warner acabara e não fora renovado.
Desde então Failure foi marginada, e enquanto os donos de Slash tentavam negociar um novo contrato de distribuição, os membros da banda mantiveram-se ocupados com outros projetos: Andrews e Edwards, junto com alguns amigos, gravaram um álbum de versões usando o nome Replicants; Andrews produziu álbuns para Blinker the Star e Molly McGuire; e Scott trabalhando como músico de sessão. A banda confiava que Warner finalmente editasse o trabalho, e na Primavera de 1996 o sêlo voltou e finalmente Fantastic Planet seria publicado em agosto.
O guitarrista Troy Van Leeuwen, amigo e velho colega de Scott, uniu-se a Failure quando foi editado o álbum. O seu primeiro single, "Stuck on You", converteu-se num pequeno hit nas rádios alternativas e conseguiu aparecer um pouco na MTV, ainda que não teve sucesso nas listas. A canção chegou ao número 31 na lista Billboard Mainstream Rock e ao 23 na Modern Rock. Outros temas, como "Saturday Saviour" e "Pitiful", tocaram em algumas rádios, mas não se fizeram videoclipes, devido ao estado de desordem no sêlo nessa época, fizeram muito poucos esforços na promoção.
Em 1997, os seus amigos da banda de rock industrial God Lives Underwater convidaram-nos a colaborar com um tema num álbum tributo a Depeche Mode; Failure versionou o hit de 1990 "Enjoy the Silence" que se tornou o seu single mais conhecido e vendido. Nesse verão, Failure tocou no Lollapalooza, que acabaram sendo as apresentações finais. Inicialmente tocaram no palco secundário, mas foram promovidos ao principal para ocupar o lugar de outro grupo que havia abandonado o festival.
Em 19 de novembro de 1997 Failure anunciou oficialmente a sua dissolução, citando diferenças pessoais. No ano 2004, apesar de a banda estar inativa vários anos, Andrews e Edwards colaboraram juntos num CD/DVD intitulado Golden, que recompilava demos, descartes, imagens de excursão, videos da banda, e outras rarezas do período de atividade. Outra compilação póstuma, Essentials, foi lançada no 2006. Continha dois CDs, um primeiro com uma seleção de temas dos seus três álbuns de estudio, e um segundo com as quatro canções dos seus singles pré-Slash e as demos completas de Magnified.
Em novembro de 2013, Ken Andrews informou à revista Spin que o Failure realizaria um concerto em Los Angeles em fevereiro de 2014. Ainda em 2014, Andrews anunciou publicamente seu retorno ao grupo após 16 anos afastado. Após o concerto, a banda iniciou a turnê Tree of Stars, entre maio e junho, lançando um EP homônimo com faixas ao vivo e a inédita "Come Crashing".
Em maio e junho de 2014, as faixas "Come Crashing" e "The Focus" foram disponibilizadas ao público e posteriormente incorporadas ao álbum The Heart Is a Monster. No final de 2014, o grupo iniciou a gravação do disco, que foi oficialmente anunciado em março de 2015 junto ao lançamento do single "Hot Traveler". O álbum foi lançado em junho de 2015, marcando quase vinte anos desde Fantastic Planet (1996).

## Integrantes
- Ken Andrews – vocal, guitarra, baixo (1990-1997, 2014-atualmente)
- Greg Edwards – baixo, guitarra (1990-1997, 2014-atualmente)
- Kellii Scott – bateria (1994-1997, 2014-atualmente)

## Discografía
- Comfort (1992)
- Magnified (1994)
- Fantastic Planet (1996)
- The Heart Is a Monster (2015)
- In the Future Your Body Will Be the Furthest Thing from Your Mind (2018)
- Wild Type Droid (2021)